# Маслянников Василь Васильович
Василь Васильович Маслянников або Масленніков (1867 — 27 січня (9 лютого) 1912) — російський дворянин, депутат Державної думи Російської імперії II скликання від Полтавської губернії.

## Життєпис
Народився 1867 року в Прилуцькому повіті Чернігівської губернії.
Навчався у Прилуцькій гімназії. 1889 року закінчив юридичний факультет Імператорського Київського університету Святого Володимира зі ступенем кандидата прав.
Після завершення навчання вступив на державну службу до Міністерства внутрішніх справ, де працював у земському відділі. За сім років пішов у відставку та поселився на родинному «хуторі Покровка».
З 22 березня 1896 по 6 вересня 1902 року служив земським начальником. Володів земельними наділами загальним розміром 700 десятин.
Обраний до Державної думи II скликання від Полтавської губернії. Увійшов до партії октябристів, згодом перейшов до Групи правих та поміркованих. Працював у складі Аграрної комісії.
Після повернення із Санкт-Петербурга був гласним повітового та губернського земських зібрань, почесним мировим суддею. Мав чин колезького асесора.
Помер 9 лютого 1912 року в місті Хелуан в Єгипті від нефриту.